# Strahinja Dragosavljević
Strahinja Dragosavljević (en serbio: Страхиња Драгосављевић; 27 de octubre de 2006) es un deportista serbio que compite en piragüismo en la modalidad de aguas tranquilas. Ganó una medalla de oro en el Campeonato Europeo de Piragüismo de 2025, en la prueba de K1 200 m.

## Palmarés internacional
| Campeonato Europeo | Campeonato Europeo       | Campeonato Europeo | Campeonato Europeo |
| Año                | Lugar                    | Medalla            | Competición        |
| ------------------ | ------------------------ | ------------------ | ------------------ |
| 2025               | Račice (República Checa) | Medalla de oro     | K1 200 m           |